# Mellanberg, Stockholms kommun

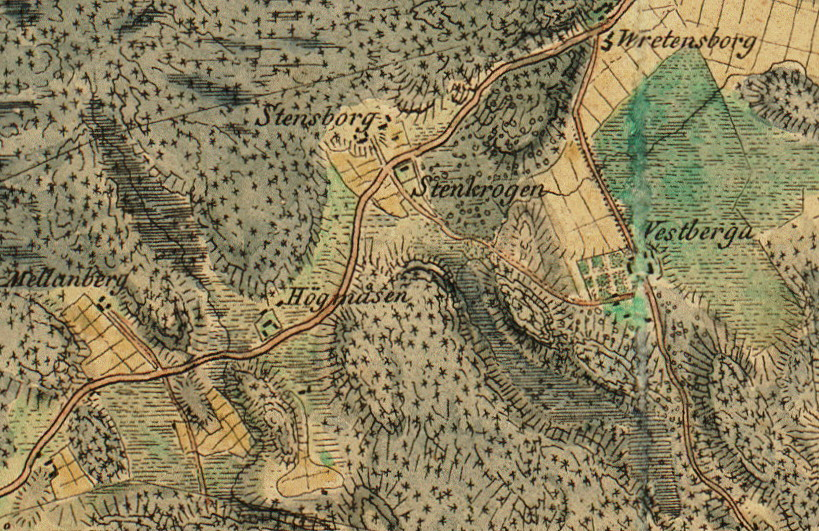
Mellanberg, Stensborg, Hökmossen, Västberga och Vretensborg 1817. Diagonalt över kartbilden sträcker sig Södertäljevägen.

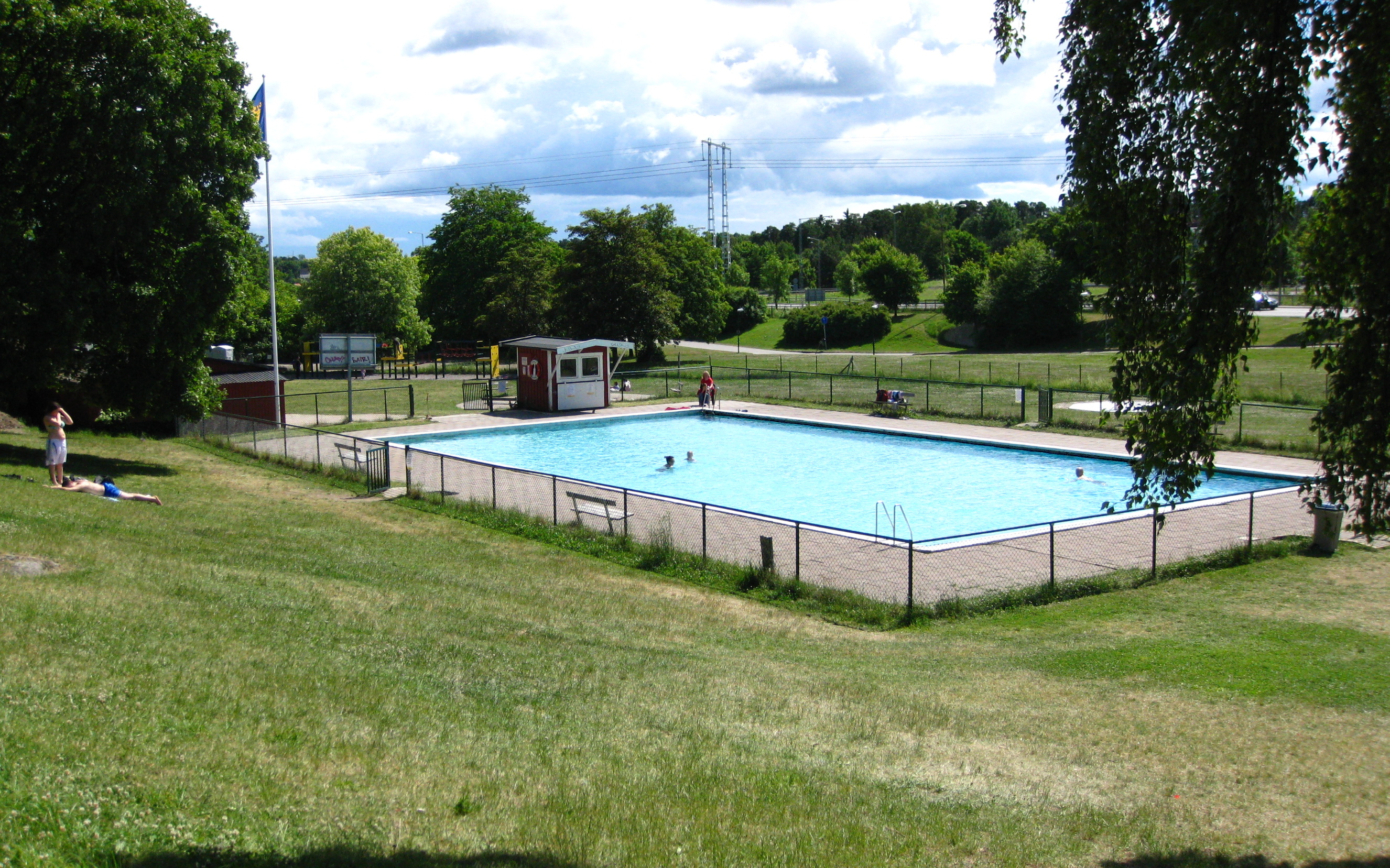
Platsen idag (Hägerstensbadet).

Mellanberg var ett 1600-talstorp under Västberga gård som låg i Brännkyrka socken i dagens stadsdel Hägerstensåsen, södra Stockholm. På platsen finns sedan 1961 Hägerstensbadet.

## Historik
Mellanberg var ett bland många torp och utgårdar som etablerade sig i slutet av 1600-talet och början av 1700-talet längs den då ny anlagda  "Wägen åth Södertällie och widare" (Södertäljevägen). Bland dem fanns Snickarkrogen, Segeltorp, Juringe gård, Fruängens gård, Långpannan, Kämpetorp, Hökmossen, Stensborg, Stenkrogen, Vretensborg och även Mellanberg.
Mellanberg kallas i slutet av 1600-talet Millan Berg torpet
och låg strax norr om dagens Södertäljevägen nedanför Hägerstensåsens västsluttning i dalgången mellan dagens stadsdelarna Västertorp och Hägerstensåsen/Västberga. Gården bestod på 1900-talets början av två mindre boningshus och några ekonomibyggnader, bland annat en stor lada som låg strax norr om mangårdsbyggnaden. Närmaste granne i öster var Hökmossens gård och i söder Kämpetorp (Kämptorp). 
Området stadsplanerades 1946 och lades ut för idrottsändamål med ett friluftsbad. Mellanbergs byggnader syns fortfarande på Ekonomiska kartan från 1951 men revs strax därefter för att ge plats åt Hägerstensbadet som invigdes sommaren 1961.